# A Shared Dream
「A Shared Dream」是韓國的男子組合U-KISS的第1枚原創日語專輯。於2012年2月29日發行。唱片公司為avex trax。

## 概要
- 收錄第1張單曲「Tick Tack」和第2張單曲「Forbidden Love」，共2首A面曲。
- 新曲「Man Man Ha Ni -Japanese ver.-」是U-KISS第三張迷你專輯「CONTIUKISS」主打曲「好欺負嗎」的日語版本；「Bingeul Bingeul -Japanese ver.-」是U-KISS首張正規專輯「ONLY ONE」主打曲「天旋地轉」的日語版本；新曲「Shut Up!! -Japanese ver.-」是U-KISS第四張迷你專輯「BREAK TIME」主打曲「閉嘴」的日語版本
- 與單曲「Forbidden Love」同時發行。
- 本作分「初回生産限定盤」、「通常盤」、「mu-mo限定盤」和「Tower Records版本」4種版本。「初回生産限定盤」收錄了單曲「Tick Tack」和「Forbidden Love」的PV，以及新曲「A Shared Dream」的PV和Making。
- 在3月12日於公信榜專輯週排行榜取得第5位

## 收錄內容

### CD
1. Tick Tack
1st單曲
2. Forbidden Love
2nd單曲
3. Show Me Your Smile
4. We Set off!!
5. A Shared Dream
6. The Sound of Magic
7. Orion
8. Eeny, Meeny, Miny, Moe
9. Man Man Ha Ni -Japanese ver.-
3rd迷你專輯「CONTIUKISS」主打曲「好欺負嗎」日語版本
10. Bingeul Bingeul -Japanese ver.-
1st專輯「ONLY ONE」主打曲「天旋地轉」日語版本
11. Shut Up!! -Japanese ver.-
4th迷你專輯「BREAK TIME」主打曲「閉嘴」日語版本
12. Believe
13. Tick Tack -MARCAN Mix-

### DVD
1. Tick Tack（PV）
2. Forbidden Love（PV）
3. A Shared Dream（PV）
4. A Shared Dream（Making）